# راس، تاسمانی
راس (به انگلیسی: Ross) یک شهرک در استرالیا است که در نورثرن میدلندز کاونسیل واقع شده‌است. طبق سرشماری سال ۲۰۰۶ این شهر ۲۷۲ نفر جمعیت دارد.